# Ain Kerma
Ain Kerma (arabisch عين الكرمة) ist eine algerische Gemeinde in der Provinz El Tarf mit 12.482 Einwohnern. (Stand: 1998)

## Geographie
Ain Kerma befindet sich westlich der tunesischen Grenze. Westlich der Gemeinde befindet sich außerdem der See Stausee Cheffia. Umgeben wird Ain Kerma von Zitouna im Osten und von Chefia im Westen.